# Rein Raamat
Rein Raamat (né le 20 mars 1931 à Türi en Estonie) est un cinéaste d'animation, réalisateur, scénariste et producteur estonien. Il est surtout connu pour ses courts métrages plusieurs fois primés dans des festivals de cinéma internationaux. Il a également produit plus d'une vingtaine de documentaires.

## Biographie
Raamat est né à Türi, dans le comté de Järva et est diplômé de Académie estonienne des arts en 1957 en tant que peintre. Entre 1957 et 1971, il travaille comme artiste et réalisateur de longs métrages basé à Tallinn. En 1971, il fonde son propre studio d'animation, Joonisfilm, une division du studio Tallinnfilm, et commence à réaliser ses propres films. De 1989 à 1995, il est directeur artistique du Studio B qu'il crée et emploie environ 120 personnes.

## Filmographie

### Conception de production
- 1958 : Peetrikese unenägu (court métrage)
- 1959 : Põhjakonn (court métrage)
- 1960 :  Metsamuinasjutt (court métrage)
- 1960 :  Vihmas ja päikeses  (long métrage)
- 1961 : Laulu sõber (long métrage)
- 1962 : Õhtust hommikuni (court métrage)
- 1963 :  Ühe katuse all  (long métrage)
- 1963 :  Roosa kübar  (court métrage)
- 1964 : Põrgupõhja uus Vanapagan (long métrage)
- 1965 : Mäeküla piimamees (long métrage)
- 1966 : Kirjad Sõgedate külast (long métrage)
- 1968 : Viini postmark (long métrage)
- 1969 : Viimne reliikvia (long métrage)
- 1971 : Valge laev (long métrage)

### Réalisation et/ou scénario
- 1972 :  Veekandja (L'Homme de l'eau, court métrage - réalisation, scénario)
- 1972 : Vari ja tee (Une ombre. Un chemin, court métrage - réalisation, scénario)
- 1973 : Lend (Vol dans les airs, court métrage - réalisation)
- 1974 : Värvilind (court métrage - réalisation, scénario)
- 1974 : Kilplased (L'Oiseau coloré, court métrage - réalisation, scénario)
- 1975 : Rüblik (court métrage - réalisation, scénario)
- 1976 : Kütt (Un Chasseur, court métrage - réalisation, scénario)
- 1977 : Antennid jääs (court métrage - réalisation, scénario)
- 1978 : Põld (Le Champ, court métrage - réalisation, scénario)
- 1978 : Kas on ikka rasvane? (Est-ce assez gras ?, court métrage - réalisation, scénario)
- 1980 : Suur Tõll (Töll le Grand, d'après le héros du même nom, court métrage - réalisation, scénario)
- 1983 : Põrgu (L'Enfer, court métrage - réalisation, scénario)
- 1984 : Härg (court métrage - scénario)
- 1985 : Kerjus (Le Mendiant, court métrage - réalisation, scénario)
- 1988 : Linn (La Cité, court métrage - réalisation)

## Prix et récompenses
- Ordre de l'Étoile blanche d'Estonie de 4e classe, 2001
- Prix des nuits noires, 2011